# Lapeirousia azurea
Lapeirousia azurea là một loài thực vật có hoa trong họ Diên vĩ. Loài này được (Eckl. ex Baker) Goldblatt miêu tả khoa học đầu tiên năm 1992.